# Corrachia leucoplaga
Corrachia leucoplaga är en fjärilsart som beskrevs av William Schaus 1913. Corrachia leucoplaga ingår i släktet Corrachia och familjen Riodinidae. Inga underarter finns listade i Catalogue of Life.